# Prosper-Marie Billère
 (février 2024).
Si vous disposez d'ouvrages ou d'articles de référence ou si vous connaissez des sites web de qualité traitant du thème abordé ici, merci de compléter l'article en donnant les références utiles à sa vérifiabilité et en les liant à la section « Notes et références ».
Prosper-Marie Billère, né à Bertren le 10 août 1817, mort à Lourdes le 29 août 1899, est un évêque français, évêque du diocèse de Tarbes de 1882 à 1899.

## Biographie

### Prêtre
Après avoir été deux ans professeur de physique au grand séminaire de Tarbes, il est ordonné prêtre dans la cathédrale de Tarbes le 29 octobre 1843. Il gardera sa chaire de physique jusqu'en 1849, date de sa nomination dans sa paroisse natale. En 1854, il devient curé de Siradan et en 1866 de Labarthe. Il est nommé le 22 octobre 1870 chanoine titulaire, titre dont il se démet le 21 avril 1871 pour devenir curé de Bagnères-de-Bigorre. Il y restera onze ans et demi.

### Évêque de Tarbes
Il est nommé évêque de Tarbes le 20 septembre 1882, préconisé le 25 septembre, il est sacré à Tarbes dans la cathédrale le 20 novembre suivant par Langalerie, archevêque d'Auch.
Soucieux de la vie de son diocèse qu'il connaît très bien, il réunit, en 1885, un synode diocésain à la suite duquel il publia une nouvelle édition modifiée des statuts synodaux.
Avec les autres évêques de la province ecclésiastique d'Auch, il obtint de Rome en 1890, un propre de la province.

### À Lourdes : constructions et innovations
Sous son épiscopat un triduum est organisé à Lourdes du 14 au 16 juillet 1883, pour y célébrer les noces d'argent des apparitions, il se clôturera par la bénédiction de la première pierre de la future basilique du Rosaire. Cette église sera inaugurée et bénie six ans plus tard les 6, 7 et 8 août 1889.
Billère est à l'origine de nombreux travaux : construction de la maîtrise, construction des piscines en 1890-1891, construction de l'imprimerie en 1894-1895, ameublement de l'église du Rosaire, préparation des mosaïques du Rosaire, érection des autels, inauguration du grand orgue en 1897 et bénédiction du maître-autel en 1897. Il offre de ses propres deniers la 1re et la 3e stations du chemin de croix des Espélungues.
Il est également à l'origine de nombreuses initiatives : création en 1884 du bureau des constations médicales avec le baron de Saint-Maclou comme président, la fondation en 1885 de l'hospitalité Notre-Dame de Lourdes avec le comte de Combettes de Luc pour président, en 1887 l'inauguration des processions du Saint-Sacrement avec bénédiction des malades, et en 1892 il approuve l'office et la messe de l'apparition de Notre-Dame de Lourdes.
Il prépare et accueille le congrès eucharistique international du 7 au 11 août 1899, auquel il ne pourra participer pour raison de santé. Néanmoins son discours d'ouverture sera lu.
Le 21 novembre 1898 il approuve les statuts de la communauté des Passionistines, venues de Blois, sous la conduite de la mère Saint Paul de la Croix, dans le couvent de laquelle se produiront plusieurs manifestations surnaturelles sur une piéta et un crucifix, reconnues officieusement comme authentiques par l'évêque de Blois. (Archive du couvent). 
Il meurt à Lourdes le 29 août 1899, et est inhumé dans la cathédrale de Tarbes. Il était assistant au trône pontifical, comte romain par bref du 10 février 1886, commandeur de l'ordre du Christ de Portugal et grand-croix d'Isabelle la Catholique.

## Son blason, sa devise
Sur son blason figure la Vierge de Lourdes et le blason de la ville de Bagnères-de-Bigorre.
Sa devise est « Posuit me custodem » (« Il a fait de moi un gardien »). C'est depuis Billère que les évêques de Tarbes sont appelés « Gardiens de la Grotte ».

## Église Saint-Jean l'Évangéliste de Bertren
L'église Saint-Jean l'Évangéliste renferme divers objets qu'a portés Prosper-Marie Billère en tant qu'évêque de Tarbes.

Sous le porche de l'église, on peut voir une stèle souvenir de Prosper-Marie Billère.

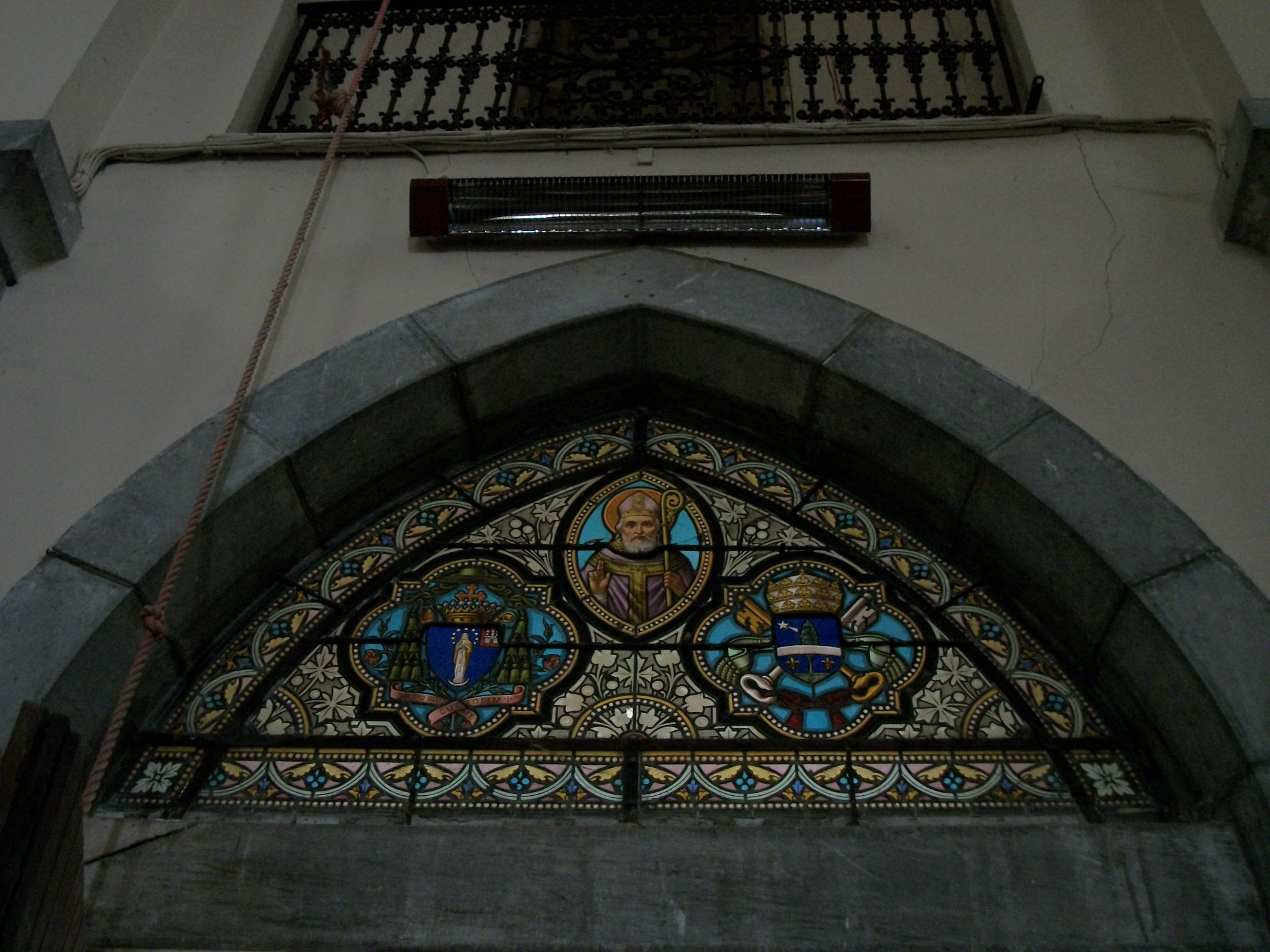
Le vitrail de l'entrée de l'Église Saint-Jean l'Évangéliste de Bertren où est représenté le portrait. de Prosper-Marie Billère, son blason et celui du village de Bertren auparavant.
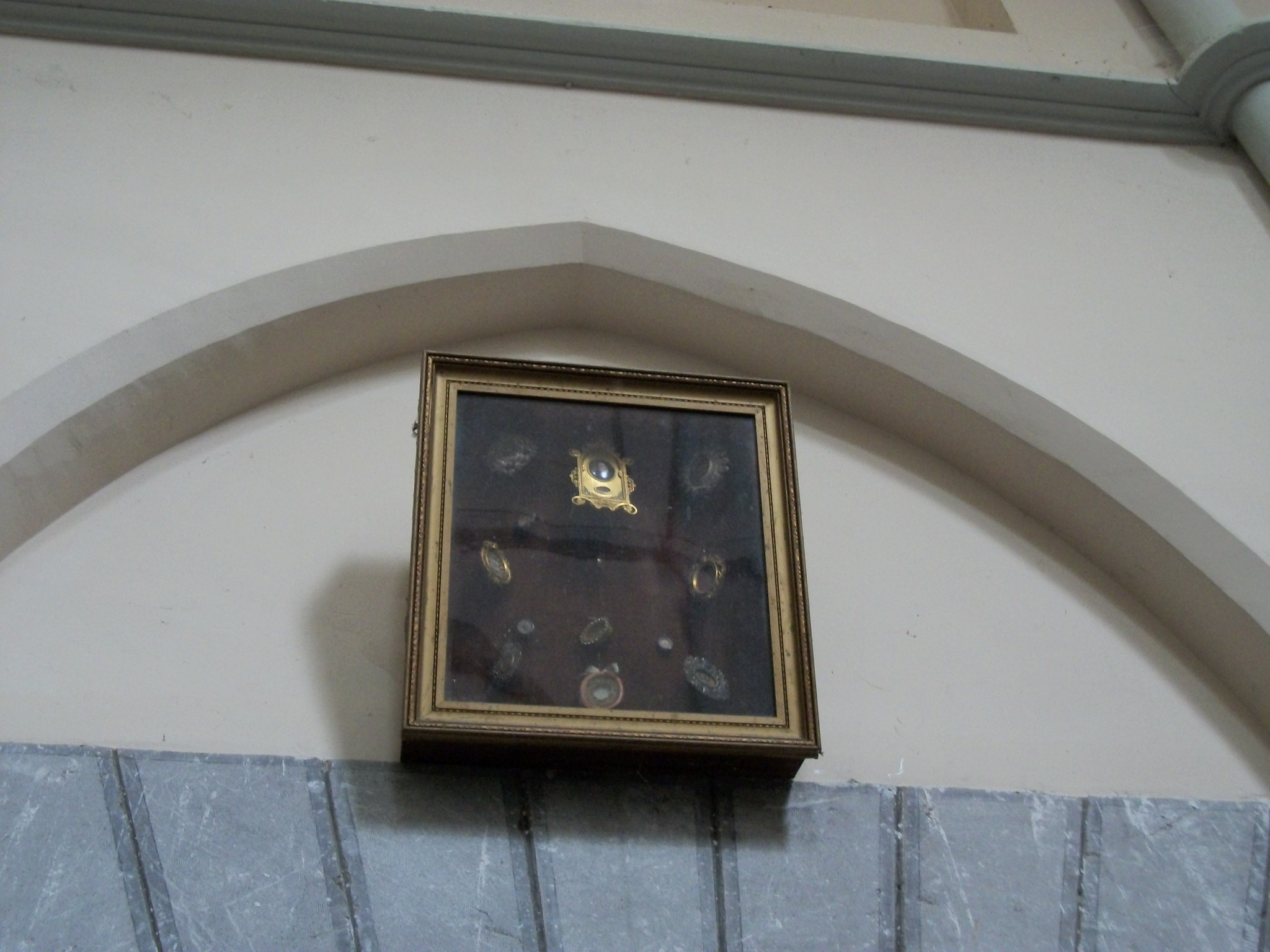
Dans un cadre des objets appartenant à l'évêque de Tarbes et Lourdes, Prosper-Marie Billère.
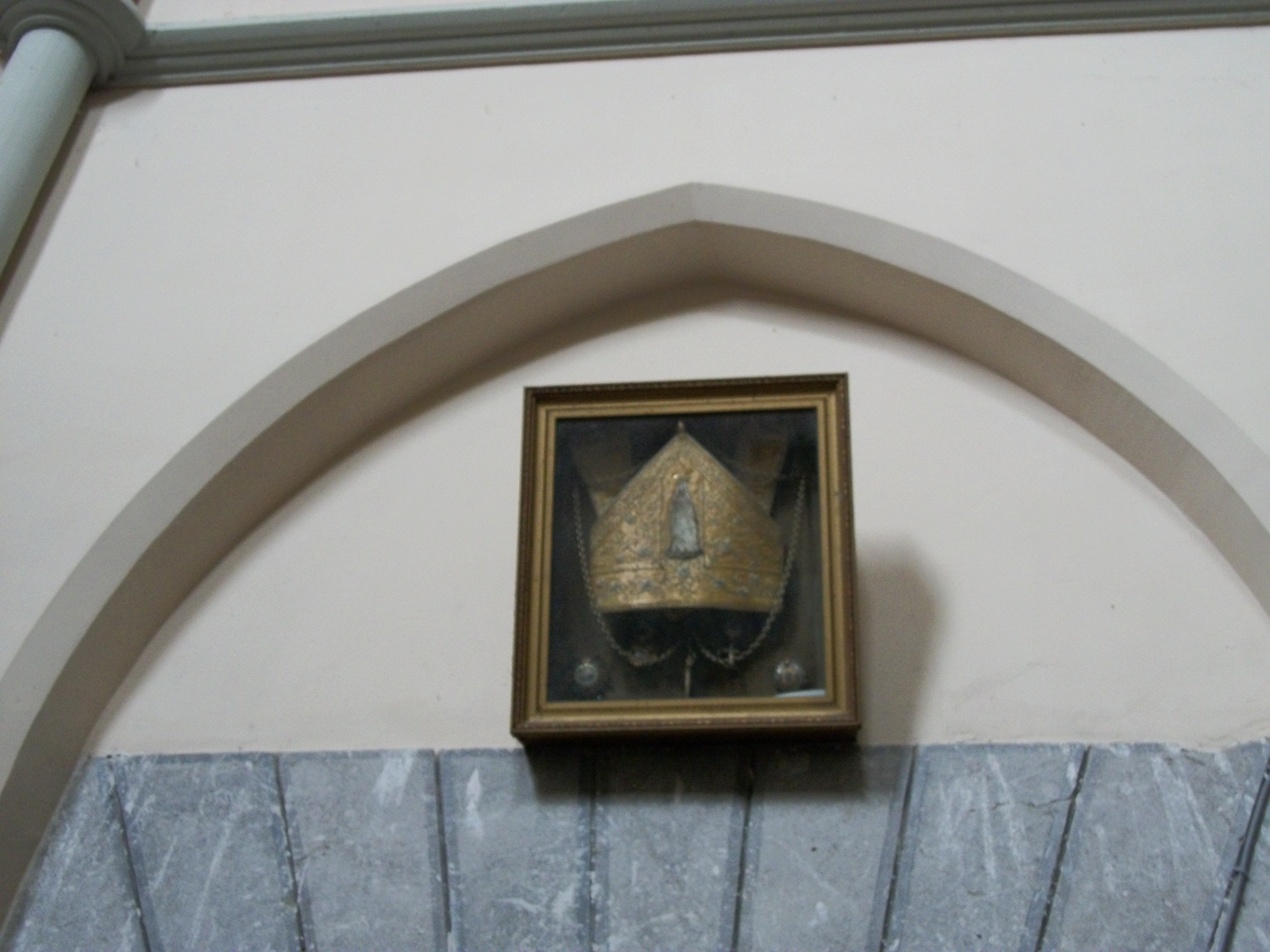
Dans un cadre la mitre appartenant à l'évêque de Tarbes et Lourdes, Prosper-Marie Billère.
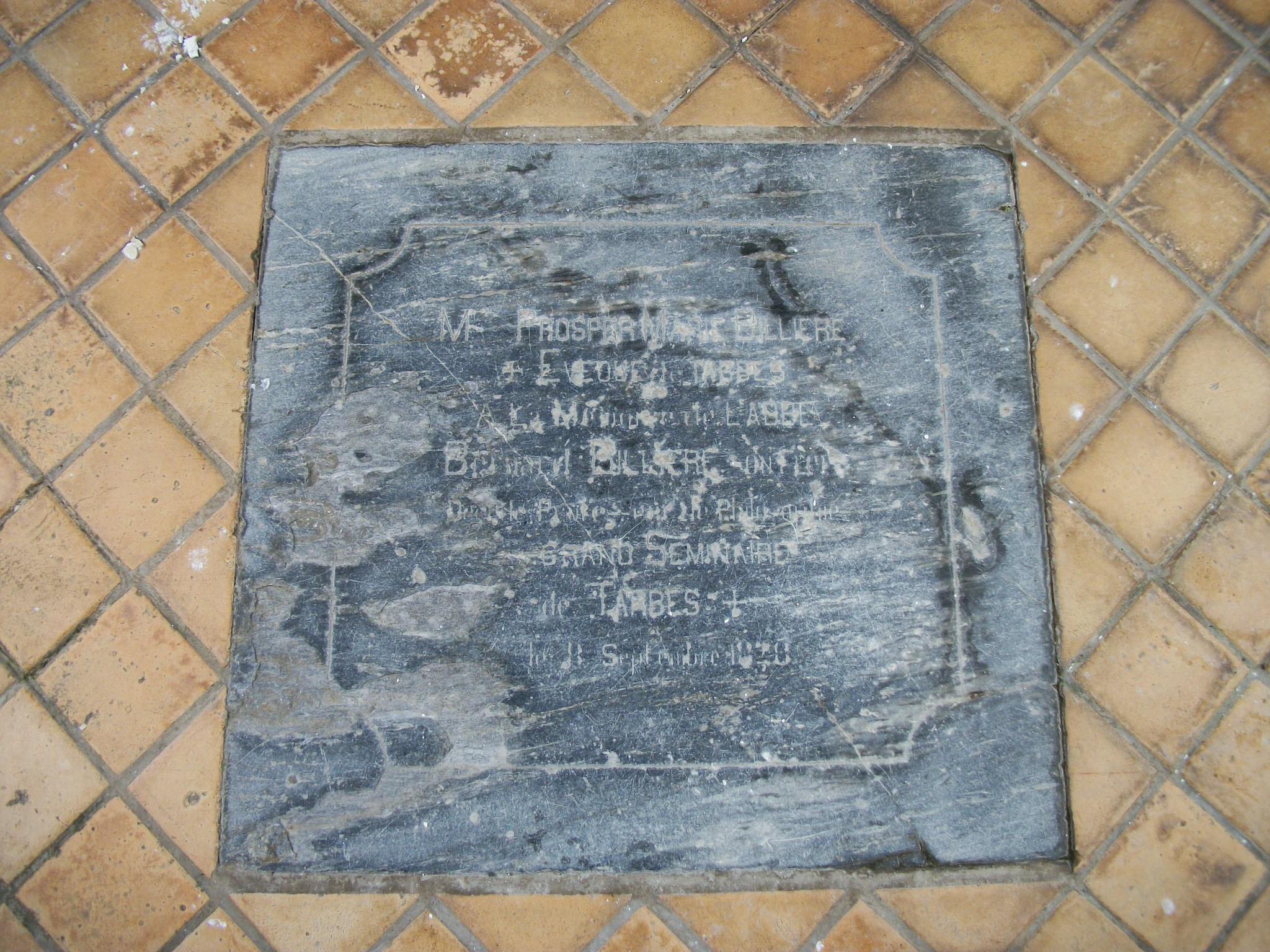
Stèle souvenir de Prosper-Marie Billère sous le porche de l'église.
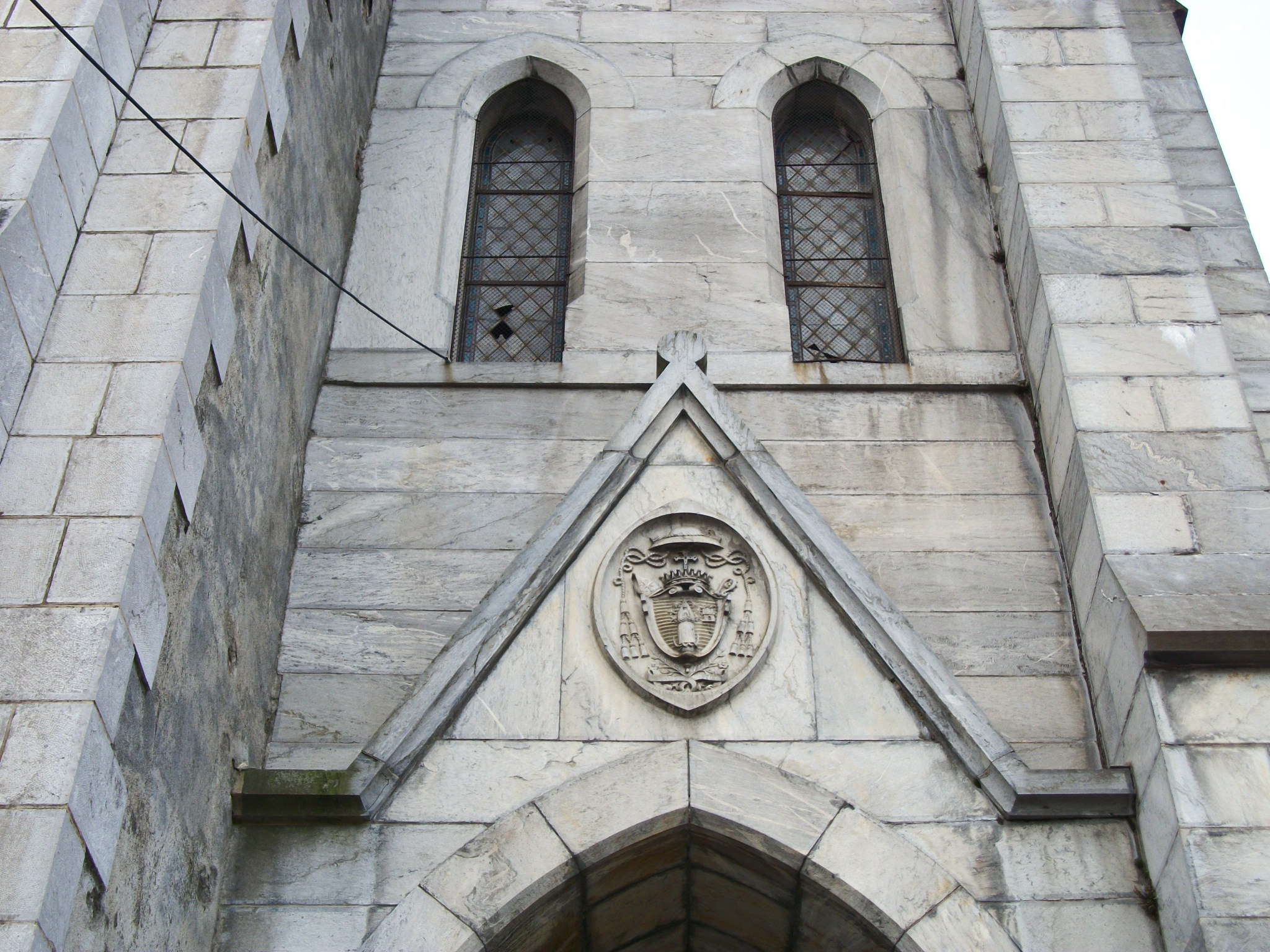
Au-dessus de l'entrée du porche de l'église, le blason de l'évêque Prosper-Marie Billère.